# Супруги российских правителей
Супруги российских правителей — мужья (жёны) глав государств, начиная с Великого княжества Московского, Русского царства и Российской империи, а также государственных образований XX—XXI веков (Советская Россия, Советский Союз и Российская Федерация).
Жёны великих владимирских и киевских князей — см. в списке Список жён русских великих князей. Большинство царей и князей Руси и России выбирали жён из других стран из-за их положения, образования и для сплочения и дружественных отношений между странами.

## Списки

### Монархия
Списки ниже включают хронологическое перечисление супруг князей московских и русских царей, а также жён (и мужей) российских императоров с XVIII по XX вв. В него входят и морганатические или тайные супруги, а также жёны, не признанные православной церковью, но считающиеся таковыми историками (в случае Ивана Грозного). Правящие императрицы внесены в список, только если перед единоличным правлением они были жёнами российских императоров, в противном случае в списке фигурируют лишь их мужья. Включены также персоны, умершие до вступления супруга на престол.
Князья московские заключали браки как по династическим соображениям с княжнами из других городов, так и по личным склонностям с женщинами, данных о чьём происхождении не сохранилось. Русские цари начали выбирать невест по обычаю, заимствованному из Византии — по результатам смотра невест из самых красивых женщин страны, и предпочитали не жениться на представительницах верхушки русской аристократии. Русские императоры заключали династические браки — по большей части с немецкими принцессами. Процедура выбора была достаточно гуманной: совершеннолетнего цесаревича в XIX в. отправляли в путешествие по Европе. Ему давался особый список из 10-15 дворов с подходящими по политическим соображениям принцессами на выданье, каждый из которых ему следовало навестить и в течение нескольких месяцев принять решение. Система не всегда срабатывала: так, Александр II настоял на том, чтобы жениться на понравившейся ему принцессе, не входившей в одобренный список (кандидатура Марии Александровны не была включена в список, так как её отцом, как это было общеизвестно, был не законный муж её матери, а некий барон, её любовник).
После смерти мужа московские княгини и царицы обычно удалялись в монастырь, принимая в иночестве новое имя, под которым иногда упоминаются в источниках (например, Дума издавала указы от лица «царицы Александры» — Ирины Годуновой). Императрицы же, соответственно изменившимся обычаям, оставались в свете («вдовствующие императрицы»). Четверо из супруг русских монархов были канонизированы — княгини и царица под монашеским именем, императрица — под светским (отмечены в таблице знаком нимба ).
Считается, что русскими монархами было заключено два тайных брака (императрицами Елизаветой Петровной и Екатериной II c их фаворитами) и достоверно известен один морганатический (император Александр II и княгиня Юрьевская). Браки Иоанна IV после 4-го по закону православной церкви считаются нелегитимными (голубой цвет в табл.), также в список не включены две его «жены», считающиеся недостоверными. Трое русских монархов остались неженатыми, так как утратили престол в юном возрасте (серый цвет в табл.).
Второй брак московские князья заключали лишь в случае смерти своей супруги, но с Василия III начинается обычай, также встречавшийся в Византии и подхваченный русскими царями, «разводиться» с неугодными жёнами, ссылая их в монастырь. Судьба женщины обычно зависела от её способности родить наследника. Последней постриженной царицей была Евдокия Лопухина. Всего сосланными в монастырь было 5 цариц, а 4 супругов российских монархов погибли насильственной смертью (красный цвет в табл.).

#### Московские княгини
- Список княгинь московских

#### Русские царицы
- Список русских цариц

#### Супруги императоров
- Список супругов императоров России

### XX век

#### Временное Правительство
| Имя                        | Портрет | Годы жизни  | Супруг              | Дата свадьбы |
| -------------------------- | ------- | ----------- | ------------------- | ------------ |
| Юлия Алексеевна Бобринская |         | (1867—1903) | Георгий Львов       | 1898         |
| Ольга Львовна Барановская  |         | (1886—1975) | Александр Керенский | 1904         |
| Тереза Лидия Триттон       |         | (1899—1946) | Александр Керенский | 1939         |

#### Российское Государство
| Имя                     | Портрет | Годы жизни  | Супруг           | Дата свадьбы |
| ----------------------- | ------- | ----------- | ---------------- | ------------ |
| Софья Федоровна Омирова |         | (1876—1956) | Александр Колчак | 1904         |

#### СССР
| №  | Имя                             | Портрет | Даты жизни                             | Супруг              | Дата свадьбы           | В статусе «первой леди»           |
| -- | ------------------------------- | ------- | -------------------------------------- | ------------------- | ---------------------- | --------------------------------- |
| 1  | Надежда Константиновна Крупская |         | (14) 26 февраля 1869 — 27 февраля 1939 | Владимир Ленин      | (10) 22 июля 1898 года | 07 ноября 1917 - 21 января 1924   |
| 2  | Екатерина Семёновна Сванидзе    |         | (1885—1907)                            | Иосиф Сталин        | 1904                   | неизвестно                        |
| 3  | Надежда Сергеевна Аллилуева     |         | (1901—1932)                            | Иосиф Сталин        | 1919                   | 21 января 1924 - 09 ноября 1932   |
| 4  | Валерия Алексеевна Голубцова    |         | (1906—1987)                            | Георгий Маленков    | ?                      | 05 марта 1953 - 08 февраля 1955   |
| 5  | Ефросинья Ивановна Писарева     |         | (1894—1919)                            | Никита Хрущёв       | 1914                   | неизвестно                        |
| 6  | Нина Петровна Кухарчук          |         | 14 апреля 1900 — 13 августа 1984       | Никита Хрущёв       | 1924                   | 08 февраля 1955 - 14 октября 1964 |
| 7  | Виктория Петровна Денисова      |         | 11 декабря 1907 — 5 июля 1995          | Леонид Брежнев      | 1928                   | 14 октября 1964 — 10 ноября 1982  |
| 8  | Нина Ивановна Енгалычева        |         | (1914—1994)                            | Юрий Андропов       | 1935, (развод 1940)    | неизвестно                        |
| 9  | Татьяна Филипповна Лебедева     |         | (1917—1991)                            | Юрий Андропов       | 1940                   | 10 ноября 1982 — 9 февраля 1984   |
| 10 | Фаина Васильевна ?              |         | ?                                      | Константин Черненко | ?                      | неизвестно                        |
| 11 | Анна Дмитриевна Любимова        |         | 3 сентября 1913 — 25 декабря 2010      | Константин Черненко | 1945                   | 13 февраля 1984 — 10 марта 1985   |
| 12 | Раиса Максимовна Титаренко      |         | 5 января 1932 — 20 сентября 1999       | Михаил Горбачёв     | 25 сентября 1953       | 11 марта 1985 — 25 декабря 1991   |

Список первых леди СССР
| № | Имя                             | Портрет | Даты жизни                             | Супруг              | Дата свадьбы           | В статусе «первой леди»           |
| - | ------------------------------- | ------- | -------------------------------------- | ------------------- | ---------------------- | --------------------------------- |
| 1 | Надежда Константиновна Крупская |         | (14) 26 февраля 1869 — 27 февраля 1939 | Владимир Ленин      | (10) 22 июля 1898 года | 07 ноября 1917 - 21 января 1924   |
| 2 | Надежда Сергеевна Аллилуева     |         | (1901—1932)                            | Иосиф Сталин        | 1919                   | 21 января 1924 - 09 ноября 1932   |
| 3 | Валерия Алексеевна Голубцова    |         | (1906—1987)                            | Георгий Маленков    | ?                      | 05 марта 1953 - 08 февраля 1955   |
| 4 | Нина Петровна Кухарчук          |         | 14 апреля 1900 — 13 августа 1984       | Никита Хрущёв       | 1924                   | 08 февраля 1955 - 14 октября 1964 |
| 5 | Виктория Петровна Денисова      |         | 11 декабря 1907 — 5 июля 1995          | Леонид Брежнев      | 1928                   | 14 октября 1964 — 10 ноября 1982  |
| 6 | Татьяна Филипповна Лебедева     |         | (1917—1991)                            | Юрий Андропов       | 1940                   | 10 ноября 1982 — 9 февраля 1984   |
| 7 | Анна Дмитриевна Любимова        |         | 3 сентября 1913 — 25 декабря 2010      | Константин Черненко | 1945                   | 13 февраля 1984 — 10 марта 1985   |
| 8 | Раиса Максимовна Титаренко      |         | 5 января 1932 — 20 сентября 1999       | Михаил Горбачёв     | 25 сентября 1953       | 11 марта 1985 — 25 декабря 1991   |

### XXI век
- Список жён президентов РФ